# У Цзін'юй
У Цзін'юй (кит. трад. 吳靜鈺, спр. 吴静钰, піньїнь: Wú Jìngyù, 1 лютого 1987) — китайська тхеквондистка, олімпійська чемпіонка.

## Виступи на Олімпіадах
| Олімпіада   | Дисципліна | Місце |
| ----------- | ---------- | ----- |
| Пекін 2008  | до 49 кг   | 1     |
| Лондон 2012 | до 49 кг   | 1     |